# Křížová cesta (Křinice)
Křížová cesta v Křinicích na Náchodsku se nachází cca 1,6 kilometru severozápadně od Horních Křinic u kaple v lese na úpatí Stěn. Zastavení lemují část Naučné stezky z Křinic na vrch Hvězda.

## Historie
Křížová cesta byla založena ve 2. polovině 19. století. Tvoří ji čtrnáct pískovcových kapliček, které nechal postavit křinický sedlák Josef Volke. Výjevy jednotlivých zastavení byly pravděpodobně vyleptány do silných černých skleněných desek a umístěny v mělkých kamenných výklencích.
Cesta končí u kaple s původním zasvěcením Panně Marii Hvězdy Jitřní (Morgenstern) postavené roku 1786 nákladem křinických sedláků Johanna Zochera (majitele Schlegelhofu) a Antona Alta, majitele statku č. 127. Kaple byla později zasvěcena sv. Hubertovi. Vedle kaple stávala dřevěná, došky krytá chaloupka, ve které žil ve 2. polovině 19. století jako poustevník Ignaz Pohl. Ten se staral nejen o kapli, ale i o pocestné, kterým ze studně vedle chaloupky poskytoval vodu a nočním chodcům dával rozsvícené louče.
Kaple byla obnovena obyvateli Křinic v 80. a 90. letech 20. století za přispění německého rodáka pana Ericha Ansorgeho a zasvěcena sv. Hubertovi. Na úpravách a rekonstrukci zastavení pracoval sochař a kameník Petr Honzátko a dobrovolníci sdružení INEX-SDA.

### Památky v okolí
Přes Křinici vede další Křížová cesta, která vychází z Broumova a vede k mariánské kapli na Hvězdě. Lemuje ji deset křížů, opravených a doplněných výsadbou aleje roku 2000 z iniciativy okolních obcí a dalšími sdruženími a organizacemi. V květnu 2000 byla cesta znovu vysvěcena.